# عبد الله بن سليمان الفهد
عبد الله بن سليمان الفهد (مواليد 16 أكتوبر 1966، الرياض) هو واحد من 12 عضوًا متطوعًا منتخبًا في المنظمة العالمية للحركة الكشفية، وهي الهيئة التنفيذية الرئيسية للمنظمة العالمية للحركة الكشفية، وهو أيضًا أستاذ بجامعة الإمام محمد بن سعود الإسلامية بالرياض. يعتبر أحد أبرز القيادات الكشفية التي أثرت الساحة الكشفية بالعديد من البحوث وأوراق العمل والدراسات الكشفية المتخصصة، والتي تعد اليوم مرجعًا مهمًا لأعضاء الكشافة حول العالم.

## مسيرته
شغل الفهد منصب نائب رئيس جمعية الكشافة العربية السعودية، وافتتح رسميًا معرض الوفد السعودي في المخيم الكشفي العالمي الحادي والعشرون في عام 2007. كما شغل منصب رئيس الإقليم الكشفي العربي، وانتُخِب عضواً في المنظمة العالمية للحركة الكشفية في المؤتمر الكشفي العالمي التاسع والثلاثين في البرازيل في يناير 2011.
سنة 2014، اختاره المؤتمر الكشفي العالمي الـ 40 الذي أُقيم في مدينة ليوبليانا عاصمة جمهورية سلوفينيا مُجدّدا لعضوية اللجنة الكشفية العالمية لثلاث سنوات إضافية عبر التصويت بعد تنافس على مقاعد اللجنة العالمية بين 15 شخصية قيادية كشفية عالمية من 14 دولة في المنظمة الكشفية العالمية.
في عام 2018، رشحه مجلس إدارة الصندوق الكشفي العالمي كعضو في اللجنة التنفيذية المشتركة، المسؤولة عن اتخاذ القرارات الرئيسية بشأن تمويل مشاريع برنامج رسل السلام.

## جوائز وتشريفات
حصل الفهد على العديد من الأوسمة والقلائد والميداليات، أهمها قلادة الاتحاد العالمي للكشاف المسلم، والميدالية الذهبية الكشفية لدول مجلس التعاون، وميدالية الكشافة الماليزية، ووسام سايتا ويرا أوتاما من إندونيسيا، وقلادة الكشاف العربي.